# فولوديميريفكا (دونيتسكا)
فولوديميريفكا (Володимирівка) هي مدينة في أوبلاست دونيتسك في أوكرانيا.